# Салкантай
Салканта́й (исп. Salcantay, Nevado Salcantay) — самая высокая вершина хребта Кордильера-Вилькабамба, Перуанские Анды. Высота — 6271 м, относительная высота — 2540 м. Считается одним из ультра-пиков Южной Америки. Имеет два пика — Восточный и Западный, практически одинаковые по высоте. Занимает 12-е место по высоте в Перу и 38-е в Андах.

##### География
Салкантай находится на расстоянии около 60 км от Куско, между реками Апуримак и Урубамба. Есть мнение, что название Salcantay произошло от сокращения двух слов кечуа: sallqa (дикий) и antay (тот, что создает лавины).

## Туризм в регионе
В районе Салкантая развит пеший туризм. Через перевал Салкантай (4600 м) проходит популярный пеший маршрут на Мачу-Пикчу. Под перевалом есть ледниковое озеро. Вход на маршрут свободный, есть места для ночевок.

#### История восхождений
Технически сложная вершина.
- 4 августа 1952 год — первое восхождение. Продолжается спор о том, кто первым достиг вершины: швейцарская экспедиция (Брониманн и Маркс), или франко-американская экспедиция (Фред Айрес, Девид Майкл, Г. Маттьюс, Дж. Белл).
- 1953 год. Лионель Террай поднялся на вершину по северному отрогу.
- 1954 год. Швейцарец Фриц Каспарек (Fritz Kasparek).
- 1978 год. Испанская экспедиция в составе Íñigo Barandiarán, Jesús María Barandiarán, José Luis Conde и Jesús María Rodríguez.
- 1986 год. Британцы Марк Лоу (Mark Lowe) и Пит Леминг (Pete Leeming).
- 2013 год. Американцы Натан Хилд (Nathan Heald), Томас Райан (Thomas Ryan) и Луис Криспин (Luis Crispín) — первый перуанец на вершине Салкантая.
- 2013 год. Натан Хилд, Лисси Джеймс и Эдвин Эспиноза.